# Néstor Humberto Martínez
Néstor Humberto Martínez Neira (Bogotá, Colombia; 8 de febrero de 1954) es un abogado y economista colombiano.
Fue Superintendente de Sociedades, Superintendente Bancario, codirector del Banco de la República de Colombia, embajador de Colombia en Francia entre 1996 y 1997, ministro de Justicia en el gobierno de Ernesto Samper, ministro del Interior en el gobierno de Andrés Pastrana, ministro de la Presidencia en el gobierno de Juan Manuel Santos y Fiscal General de la Nación entre 2016 y 2019.

## Biografía
Hijo del humorista Humberto Martínez Salcedo. Bachiller del Colegio Mayor de San Bartolomé (1972) y graduado como economista (1976) y abogado (1977) de la Pontificia Universidad Javeriana, se especializó en derecho financiero y arbitramento comercial. Fue uno de los fundadores del Centro de Arbitramento de la Cámara de Comercio de Bogotá; funcionario de la Superintendencia de Sociedades, Superintendente delegado para las Instituciones Financieras y en 1990 fue nombrado Superintendente Bancario. En 1991 asumió como parte de la primera Junta Directiva del Banco de la República, que sucedió a la Junta Monetaria.
En 1994 fue nombrado ministro de Justicia y Derecho en el gobierno de Ernesto Samper; ejerció durante poco más de un año el cargo, destacándose en medidas como la tipificación de delitos para perseguir el narcotráfico, la aprobación del Estatuto Anticorrupción y la Ley de Administración de Justicia. Fue nombrado Embajador en Francia (1996-1997), renunciando para postularse infructuosamente a la Alcaldía de Bogotá. En 1998, siendo elegido Presidente Andrés Pastrana, fue nombrado como ministro del Interior (1998-2000); en 1999 ejerció interinamente como ministro de Justicia nuevamente; durante este periodo se destacó como un controvertido interlocutor del gobierno en el Congreso, llegando a ser presionado a la dimisión ante la amenaza de una moción de censura.
Se dedicó al litigio a través de su propia oficina de abogados y a la docencia en diversas universidades. El 13 de agosto de 2014 el presidente Juan Manuel Santos creó el cargo de ministro de la Presidencia y nombró a Néstor Humberto Martínez como su primer titular. El 11 de julio de 2016 fue elegido como Fiscal General de la Nación, por decisión de la Sala Plena de la Corte Suprema de Justicia al obtener 17 votos de los 20 posibles.

## Fiscal general
Durante su mandato como fiscal el 15 de mayo de 2019 renunció a su cargo, luego de conocer una decisión de la JEP que según él iba en contravía de la justicia.

Sobre la investigación que la Fiscalía General llevó a cabo alrededor del presunto envío de 10 toneladas de cocaína al exterior con la participación de ‘Jesús Santrich’, en tiempos posteriores a la firma del Acuerdo de Paz en Colombia, el fiscal Martínez sostuvo que “las pruebas son concluyentes. Inequívocas”. Sin embargo, en noviembre de 2020 un reportaje del diario El Espectador, el cual terminó en un debate en el Congreso por parte del senador y principal opositor de gobierno, Gustavo Petro, menciona un presunto montaje judicial en el caso de Santrich por parte del entonces fiscal Martínez en presunta complicidad con la DEA estadounidense, con audios falsos que fueron presentados como prueba reina contra Santrich para acusarlo de narcotráfico.[cita requerida]
El contexto en que Martínez Neira renunció a la fiscalía era uno de gran presión para su salida de la entidad, por los constantes escándalos que rodearon su gestión, como el del corrupto fiscal anticorrupción Luis Gustavo Moreno que él había nombrado, involucrado en el Cartel de la toga y por no apartarse oportunamente de la investigación del caso Odebrecht, a pesar de haber sido abogado privado de uno de los socios de la constructora brasileña, la situación en su contra había escalado al punto en que medios como The New York times publicaron columnas donde se pedía su renuncia.

## Controversias

### Caso Odebrecht
Martínez Neira era abogado del Grupo Aval en la época en que tal entidad se asoció con el grupo Odebrecht para llegar a cabo el proyecto Ruta del Sol II en Colombia, en 2018, siendo Néstor Humberto fiscal general de la nación, una vez había estallado el escándalo internacional por corrupción del grupo brasileño, el medio de comunicación Noticias Uno destapó unos audios que le había entregado Jorge Enrique Pizano, quien fuera auditor del proyecto en tales audios consta como, desde 2013, Pizano le había comunicado a Martínez Neira su preocupación por las irregularidades que había encontrado en la contratación del proyecto, en uno de los audios Néstor Humberto dice, entre risas, que uno de los contratos "es una coima" y en otros apartes textualmente señala que se podría tratar de pagos a paramilitarismo en Colombia. Sobre esto, Martínez dijo que lo que hizo fue leerle a Pizano el concepto elaborado por un reconocido abogado penalista a partir de una consulta puntual que él le hizo. Adicionalmente, Martínez pidió que sean revelados todos los audios que hay sobre conversaciones suyas con el entonces auditor de la Concesionaria Ruta del Sol II, de tal manera que se pueda conocer el contexto en el cual se dieron.
Frente a los hechos denunciados, una vez encontrado muerto el auditor Pizano, en extrañas circunstancias, Néstor Humberto se pronunció señalando que los audios se dieron en un contexto de conversación "entre amigos" y que no había denunciado los hechos, porque no le constaba que fueran ciertos.
Para adelantar la investigación del caso Odebrech, la Corte Suprema de Justicia nombró un fiscal Ad hoc. Al respecto Néstor Humberto manifestó públicamente lo siguiente: “Celebro, que como lo propuse hace dos años al Congreso de Colombia, pasara que en los casos de impedimentos se le de vía libre, y que como ente caso el impedimento de la vicefiscal se haya aceptado”.

### Cartel de la toga
Cuando Néstor fungía como fiscal general de la nación, se dio el escándalo conocido como el Cartel de la toga. Según la Fiscalía General de la Nación dirigida por Martínez Neira, el entonces fiscal Anticorrupción Luis Gustavo Moreno, el expresidente de la Corte Suprema Francisco Ricaurte, el exmagistrado Leonidas Bustos, el magistrado Gustavo Malo, el exmagistrado auxiliar Camilo Ruiz y los abogados Luis Ignacio Lyons, Gerardo Torres, más conocido como Yayo, y Leonardo Pinilla, también conocido como "El Porcino"– se encargaron de alterar, desaparecer, desviar o dilatar procesos en la CSJ utilizando información privilegiada de la Corte Suprema, la más alta institución de justicia en Colombia.

### Denuncia de tráfico de influencias
En marzo de 2022 se destapó un escándalo por el traslado de una fiscal de la unidad de reacción tardía al Putumayo, supuestamente en retaliación por haber decidido citar a audiencia de imputación de cargos a una poderosa familia de Bogotá, la fiscal Monsalve denunció presiones de parte de Martínez Neira e incluso publicó audios donde el rector de la Universidad Sergio Arboleda le solicitaba recapacitar su decisión de imputar cargos, haciendo expresa referencia al interés de Néstor Humberto al respecto. Ante la evidencia aportada, Martínez Neira se defendió diciendo que no incurrió en tráfico de influencias sino que simplemente "facilitó una cita" y que no había incurrido el delito alguno.

### Caso Jesús Santrich
Según Alfredo Molano Jimeno, columnista de la Revista Cambio, un anexo del informe de la Comisión de la Verdad publicado en 2022 argumenta que las acusaciones contra Jesús Santrich y su detención fueron un entrampamiento de la DEA y del Fiscal General de Colombia, Néstor Humberto Martínez.
Sin embargo, el Padre Francisco De Roux, Presidente de la Comisión de la Verdad, desmintió dicha conclusión y declaró ante el Congreso de la República en agosto de 2022 que "La afirmación que hace un periodista de la época, diciendo que la coca fue entregada por la Fiscalía, no es una afirmación de la Comisión de la Verdad. Este no es un documento del informe final, es un documento de estudio que hacen los investigadores. La referencia que hay y que se toma como entrampamiento es una cita de ‘El Espectador’, no es una cosa que afirme la Comisión, no es un juicio o una conclusión que hace la Comisión". En julio de 2024, la Fiscalía determinó archivar los procesos contra dos funcionarios de la Fiscalía por el supuesto ocultamiento de pruebas en el caso de extradición de Jesús Santrich dado que, según el Fiscal 10 delegado ante la Corte Suprema de Justicia, el hecho denunciado nunca existió.